# Kupferchromit
Kupferchromit ist eine anorganische chemische Verbindung des Kupfers aus der Gruppe der Chromite.

## Gewinnung und Darstellung
Kupferchromit kann durch Prezipitation von basischem Kupferammoniumchromat (BCAC) Cu(OH)NH4CrO4 unter anschließender Trocknung und Kalzinierung hergestellt werden.

## Eigenschaften
Kupferchromit ist ein grauer bis schwarzer Feststoff.

## Verwendung
Kupferchromit wird bei der Herstellung von Fettalkoholen als Katalysator verwendet. Dotiert mit Barium und Mangan dient es als Adkins-Katalysator als heterogener Katalysator.
Als Abbrandmodifikator findet Kupferchromit Verwendung in der Pyrotechnik sowie in Ammoniumperchlorat-Verbundtreibstoffen für Raketenmotoren, so enthält z. B. der Startmotor der FIM-92 Stinger eine geringe Menge Kupferchromit.